# Malliß
Malliß ist eine Gemeinde im Landkreis Ludwigslust-Parchim in Mecklenburg-Vorpommern (Deutschland). Der ehemalige Bergbauort wird vom Amt Dömitz-Malliß mit Sitz in der Stadt Dömitz verwaltet.

## Geografie
Die Gemeinde Malliß liegt innerhalb der Griesen Gegend im Südwesten Mecklenburg-Vorpommerns. An der südlichen Gemeindegrenze verläuft der Eldekanal, der Bestandteil der Müritz-Elde-Wasserstraße ist.
Umgeben wird Malliß von den Nachbargemeinden Grebs-Niendorf im Westen und Norden, Karenz im Nordosten, Malk Göhren im Osten sowie Neu Kaliß im Süden.
Die Gemeinde besteht aus den Ortsteilen Bockup, Conow und Malliß.

## Geschichte

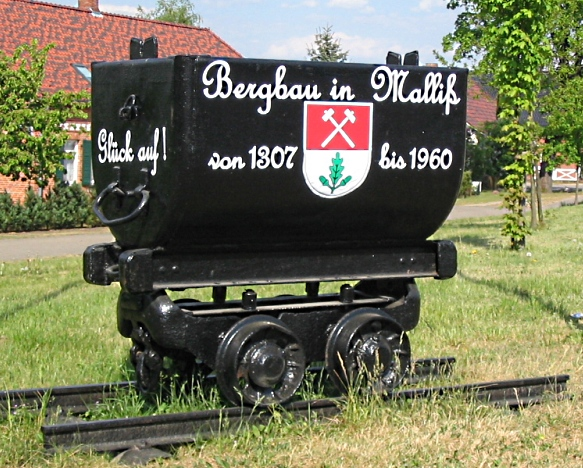
Ein Hund an der B 191 erinnert an die Bergbaugeschichte in Malliß

Malliß wurde 1230 erstmals als Melgoz urkundlich erwähnt.
Im Ortsteil Conow wurde von 1307 bis 1746 Siedesalz auf der dortigen Saline Conow gesotten. Von 1912 bis 1926 wurden unweit dieser Salzquelle Kali- und Steinsalz auf dem Bergwerk der Gewerkschaft Conow untertägig abgebaut. Die Weiterverarbeitung der Kalisalze erfolgte in der Kalifabrik der Schachtanlage Friedrich Franz in Lübtheen.
Das Kaliwerk Conow baute auf dem Salzstock (oder auch als „Diapir“ bezeichnet) Conow. Solche Salzlagerstätten sind aufgrund ihres Aufstiegs aus dem tieferen Untergrund tektonisch sehr beansprucht worden und besitzen meist Klüfte, Risse und salinare Umbildungen, welche zur Mitführung von Salzlösungen (Laugen) neigen. Einen Überblick zur Laugensituation auf dem Werk Conow findet sich hier.
Am ehemaligen Standort des Kaliwerks entstand in den 1920er Jahren eine Konservenfabrik.
Von 1817 bis 1960 wurde auch Braunkohle unter Tage abgebaut (siehe auch Braunkohlenbergwerk Malliß (Oberflöz) und Braunkohlenbergwerk Malliß (Unterflöz)). Später entstand in Malliß ein Spanplattenwerk, das bis in die 1990er Jahre betrieben wurde.
Um 1870 entstand am Wanzeberg der Marienstollen, der nach der Großherzogin Marie benannt wurde. Der Eingang ist heute noch zu besichtigen, der Stollen selber jedoch ist durch wasserführende Sande, die schon damals den Kohleabbau störten, verschüttet. 1875 entstanden in Malliß ein Gutshaus und eine fünfflügelige Windmühle, die bis in die 1930er Jahre in Betrieb war und 1947/48 abgerissen wurde. Seit 1875 wird auf dem Gemeindegebiet Rupelton zur Ziegelherstellung gewonnen. Die Ziegelei wurde 1992 abgerissen und als Verblendziegelwerk neu aufgebaut.
Während des Zweiten Weltkrieges mussten Frauen und Mädchen aus Polen, die in einem Barackenlager beim Postamt Malliß untergebracht waren, bei der Reichsbahn Zwangsarbeit verrichten. Aufgrund der unmenschlichen Lebensbedingungen starben einige der Frauen und ihre Kinder. Wegen Diebstahls eines Feldpostpäckchens wurden zwei Polen auf dem Alaunberg öffentlich gehenkt.
Nach dem Zweiten Weltkrieg wurde zur Linderung der Salznot Steinsalz, welches beim Abteufen des Schachtes Conow aufgehaldet wurde, gewonnen. Die nähere Beschreibung dieser Gewinnungsarbeiten findet sich hier.

## Bevölkerung
| Jahr | Einwohner |
| ---- | --------- |
| 1990 | 1754      |
| 1995 | 1649      |
| 2000 | 1564      |
| 2005 | 1400      |
| 2010 | 1307      |
| 2015 | 1150      |

| Jahr | Einwohner |
| ---- | --------- |
| 2020 | 1072      |
| 2021 | 1088      |
| 2022 | 1089      |
| 2023 | 1064      |

 Stand: 31. Dezember des jeweiligen Jahres

## Politik

### Gemeindevertretung
Die Gemeindevertretung von Malliß besteht aus zehn Mitgliedern. Die Kommunalwahl am 9. Juni 2024 führte bei einer Wahlbeteiligung von 65,2 % zu folgendem Ergebnis:
| Partei / Wählergruppe                | Stimmenanteil 2019 | Sitze 2019 |  | Stimmenanteil 2024 | Sitze 2024 |
| ------------------------------------ | ------------------ | ---------- |  | ------------------ | ---------- |
| Unabhängige Wählergemeinschaft (UWG) | 23,5 %             | 2          |  | 49,3 %             | 5          |
| Bürger für die Gemeinde              | 27,0 %             | 3          |  | 24,5 %             | 3          |
| Die Linke                            | 24,0 %             | 2          |  | 11,8 %             | 1          |
| Einzelbewerberin Ilka Amende-Schmidt | 07,7 %             | 1          |  | 10,1 %             | 1          |
| Einzelbewerber Per Hoffmann          | –                  | –          |  | 04,3 %             | –          |
| CDU                                  | 11,7 %             | 1          |  | –                  | –          |
| SPD                                  | 06,1 %             | 1          |  | –                  | –          |
| Insgesamt                            | 100 %              | 10         |  | 100 %              | 10         |

### Bürgermeister
- seit 2009: Volker Sielaff

Bei der Bürgermeisterwahl am 26. Mai 2019 wurde Sielaff ohne Gegenkandidat mit 90,1 % der gültigen Stimmen wiedergewählt. Am 9. Juni 2024 wurde er wiederum ohne Gegenkandidat mit 89,2 % der gültigen Stimmen in seinem Amt bestätigt. Seine Amtszeit beträgt fünf Jahre.

### Wappen
| Wappen von Malliß | Blasonierung: „Geteilt; oben in Rot schräg gekreuzt: ein silberner Schlägel und ein silbernes Eisen; unten in Silber ein grünes Eichenblatt mit zwei Früchten.“ |
| Wappen von Malliß | Wappenbegründung: In dem Wappen erinnern Schlägel und Eisen an die Bergbautradition um Malliß, einstige Salzgewinnung in Conow, den Abbau von Alaunton in Bockup und den Abbau von Braunkohle in Malliß. Das Eichenblatt deutet auf die bewaldete Umgebung der Gemeinde hin. Die Tingierung in Rot, Silber und Grün entspricht den Farben der früheren Grafschaft Dannenberg, zu der die Orte einst gehörten. Das Wappen und die Flagge wurde von dem Schweriner Heraldiker Heinz Kippnick gestaltet. Es wurde zusammen mit der Flagge am 19. März 2001 durch das Ministerium des Innern genehmigt und unter der Nr. 240 der Wappenrolle des Landes Mecklenburg-Vorpommern registriert. |

### Flagge

Flagge der Gemeinde Malliß

Die Flagge ist gleichmäßig längs gestreift von Weiß und Rot. In der Mitte des Flaggentuchs liegt, auf jeweils zwei Drittel der Höhe des weißen und des roten Streifens übergreifend, das Gemeindewappen. Die Länge des Flaggentuchs verhält sich zur Höhe wie 5:3.

### Dienstsiegel
Das Dienstsiegel zeigt das Gemeindewappen mit der Umschrift „GEMEINDE MALLIß“.

### Gemeindepartnerschaft
Malliß unterhält offiziell seit 1995 eine Gemeindepartnerschaft mit Velen im Kreis Borken in Nordrhein-Westfalen. Freundschaftliche Beziehungen bestanden bereits in den fünf Jahren zuvor. Die Partnerschaft erstreckt sich über den gesamten Bereich des kommunalen Lebens. Regelmäßig finden Treffen zwischen Schülern, Vereinen, Organisationen und der Verwaltung statt.

## Sehenswürdigkeiten
- Dorfkirche in Conow

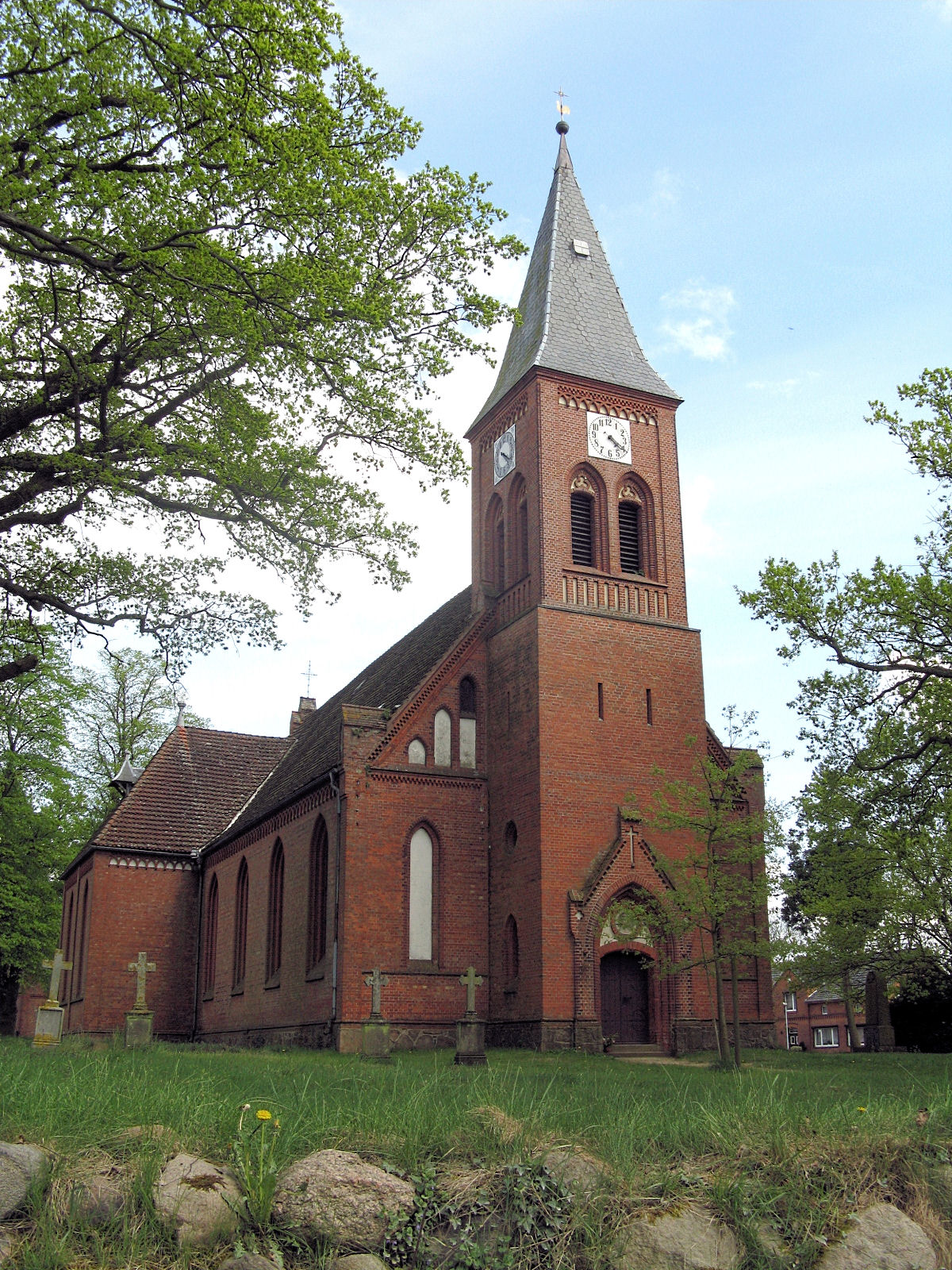
Dorfkirche in Conow

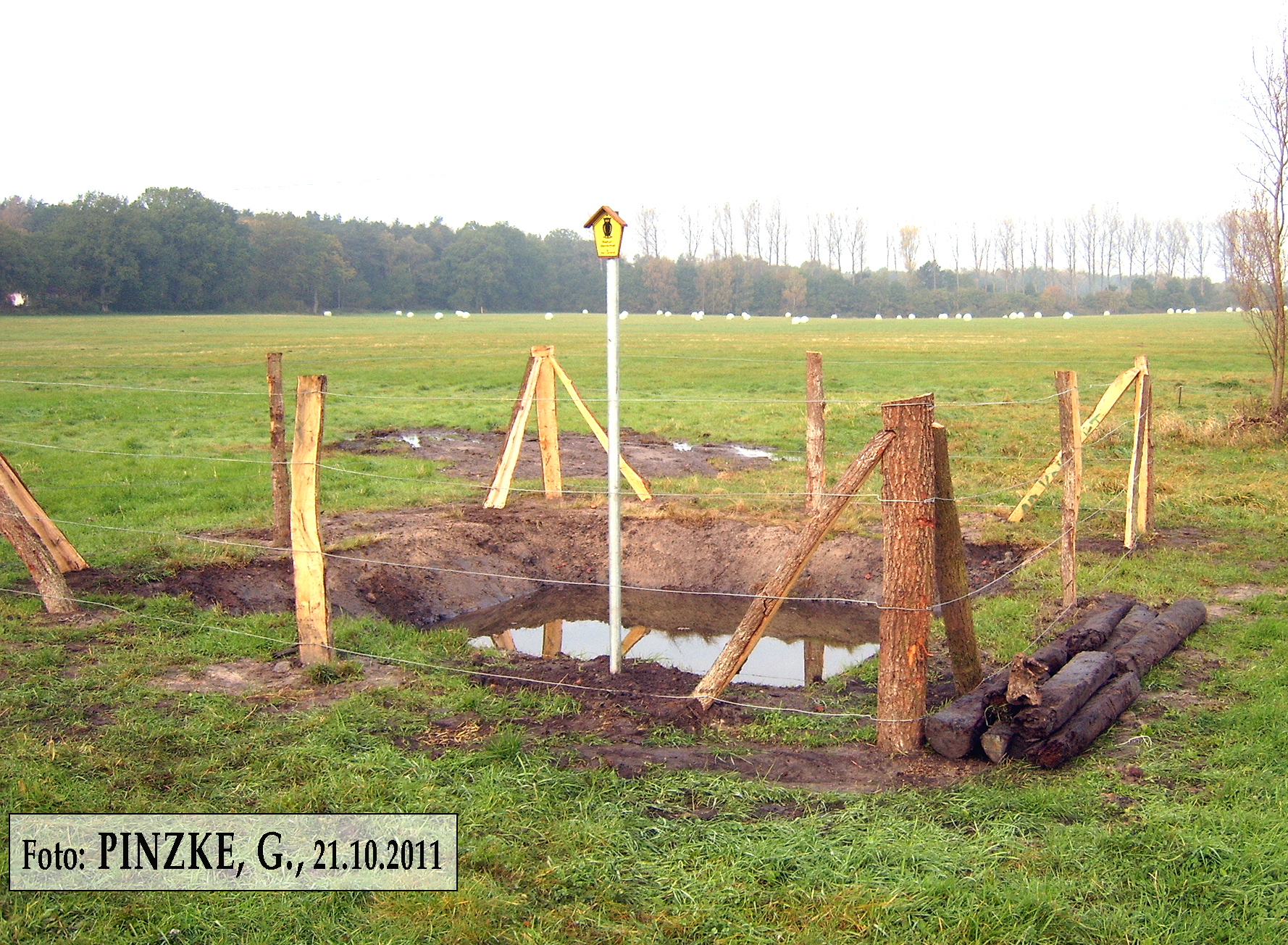
Naturdenkmal „Alte Salzquelle Conow-Sülze“

- Friedhof am Weg vom Ortsteil Conow nach Niendorf für elf polnische Opfer der Zwangsarbeit, deren Grabkreuze seit 1994 wieder mit ihren Namen versehen sind
- Geologisches Naturdenkmal „Alte Salzquelle Conow“, gelegen linker Hand auf einer Koppel neben der Straße nach Karenz
- Bergbau-Denkmal an der B 191 in Malliß, bestehend aus Lok und einem Förderwagen (Hunt). Die Lok wurde 1957 in den Karl-Marx-Werken in Babelsberg gebaut und transportierte bis in die 1990er Ton und Sand ins örtliche Ziegelwerk. Im Dezember 2008 wurde sie ergänzend zum bereits an gleicher Stelle befindlichen Hund aufgestellt.[13]
- Bergbau-Denkmal in Malliß vor dem Gebäude der Freiwilligen Feuerwehr, bestehend aus Förderwagen (Hunt) und Förderrad eines Zechenschachtes, beide Objekte sind Schenkungen der Partnergemeinde Velen

→ Siehe auch Liste der Baudenkmale in Malliß

## Wirtschaft und Infrastruktur

### Ansässige Unternehmen
- Wienerberger Ziegelindustrie, Ziegelproduktion seit 2007 eingestellt, Standort dient derzeit (2009) als Lager
- WCO Kinderkost GmbH Conow[14], ein Unternehmen der Nestlé-Gruppe

### Verkehr
Durch das Gemeindegebiet führt die Bundesstraße 191 von Ludwigslust nach Dömitz.
Malliß besaß einen Haltepunkt an der Bahnstrecke zwischen diesen beiden Städten, die jedoch 2001 stillgelegt wurde. Seither ersetzen Busse diese Verbindung. Bis 1945 zweigte zudem von Malliß aus eine Zweigstrecke nach Lübtheen ab. Die nur im Güterverkehr benutzte Strecke nach Conow wurde 1994 stillgelegt.

## Persönlichkeiten
- Friedrich Weber (1883–1968), Jurist und Politiker (DVP), in Malliß geboren
- Ingrid Lotz (* 1934), Leichtathletin und Olympiateilnehmerin, in Malliß geboren
- Helmut Holter (* 1953), Politiker (Die Linke), in Malliß aufgewachsen
- Andreas Herzau (1962–2024), Fotograf, lebte in Bockup